# 肯纳制品
肯纳制品有限公司（英語：Kenner Products）是曾经于1947年在美国俄亥俄州的辛辛那提所创建的一家玩具制造公司，由阿尔伯特、菲利普和约瑟夫·L·施泰纳三兄弟所创办。是从原公司办公室坐落的大街命名的。此处位于辛辛那提北部的联合车站附近。

## 产品和生产线
- 蝙蝠侠：动画系列
- 超人：动画系列
- 异形 (电影)
- 蝙蝠侠与罗宾 (电影)
- 永远的蝙蝠侠
- 蝙蝠侠归来
- 铁血战士 (电影)
- 警察学校 (动画系列)
- 终结者

等。